# Tabla de Cambios y Depósitos (Valencia)
La Tabla (o mesa) de Cambios y Depósitos de la Ciudad de Valencia fue un entidad municipal creada para las operaciones mercantiles de cambios y depósitos en 1407, complementario de la banca privada, y autorizado por el rey Martín el Humano a imitación de la Tabla de Cambio de Barcelona que había sido instituida pocos años antes, en 1401.

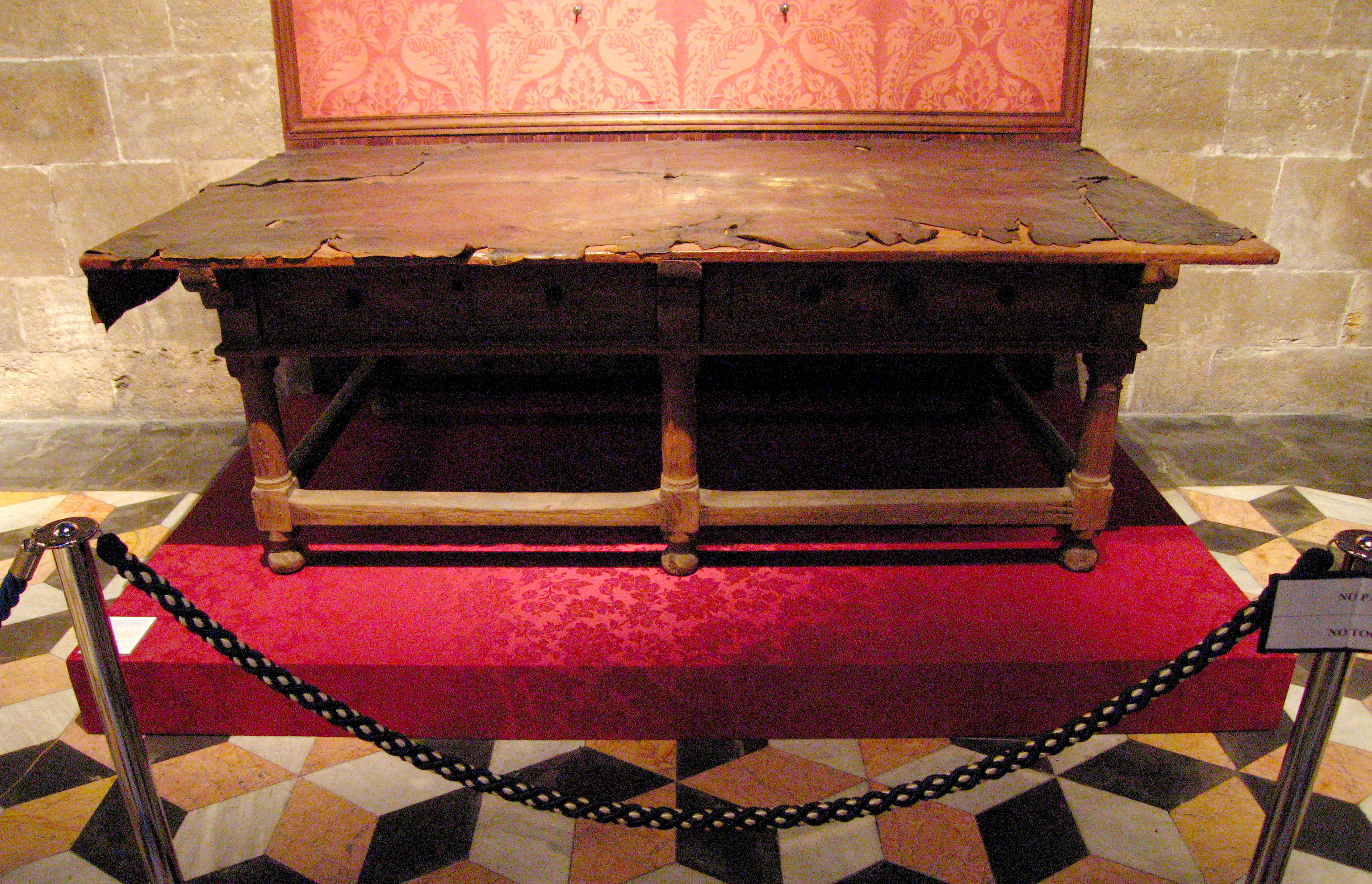
Mesa de Cambios y Depósitos de la Ciudad de Valencia.

Una tabla de cambio fue una institución económica surgida durante la Edad Media, con el aumento de los viajes y el comercio internacional. Es el precedente más directo de los bancos públicos.

## Historia
Según Sanchis Guarner, durante la segunda mitad del XIV la actividad mercantil en la Ciudad y Reino de Valencia empezaba a ser tan intensa que la primera letra de cambio que conocemos entregada en Europa Occidental era precisamente valenciana, de 1371 o 1376 (la lectura de ambas fechas es factible).
Sin embargo, la primera Tabla de Cambios y Depósitos de la Ciudad de Valencia fue liquidada en 1416. Hubo que esperar hasta 1519 para que se inaugurara la Nueva Tabla, que perdurará hasta 1649. Durante algún tiempo se ubicó en el Salón Columnario de la Lonja de la Seda de Valencia, que era el centro mercantil de la ciudad.
En 1649 apareció la Tabla Novísima, que mantuvo en funcionamiento hasta los decretos de Nueva Planta. Con la abolición de los fueros desapareció en 1719.